# Daniel Comas i Riera
Daniel Comas i Riera   (Gavà, 15 de juny de 1981), més conegut com a Dani Comas, és un ciclista català d'elit que ha destacat en la pràctica del bicitrial, esport en què és considerat un dels millors pilots de la història. Dins el seu palmarès hi destaquen 9 campionats mundials individuals (7 de biketrial i 2 de trial), 3 d'indoor i 3 per equips. A banda, ostenta 4 rècords Guinness i 3 rècords del món.
Pilot oficial de Monty, actualment està duent a terme competicions i exhibicions arreu del món (des de Singapur a Finlàndia, passant per Suïssa, Xile, Itàlia, Alemanya, França, etc.), així com conferències, cursos i tallers per a nens i adolescents; a banda, fa de comentarista tècnic de televisió i organitza activitats amb la seva empresa Trial Energy, adreçades a donar a conèixer i fomentar el seu esport.
A 1 de gener de 2013

## Trajectòria esportiva
Comas va començar a practicar amb la seva bicicleta a l'edat de deu anys i disputà la seva primera competició a Cunit el 1995, quan en tenia 14. Quedà segon en categoria benjamí, i des d'aquell mateix moment, la bicicleta ha estat la seva vida.
Els seus inicis dins el bicitrial varen ser poc destacats, a causa del seu pes excessiu per a la seva categoria i manca d'acoblament, però a partir dels setze anys va canviar físicament i va millorar la seva tècnica, acostant-se als aleshores reis de la disciplina Cèsar Cañas i Ot Pi. A divuit anys, durant el mundial de biketrial de 1999 en categoria Elit, va aconseguir superar ocasionalment Ot Pi i proclamar-se Subcampió. Comas va perdre nombrosos campionats a la darrera prova, fins i tot a la darrera zona, però, així i tot, acumula un palmarès excel·lent.
Compromès des de sempre amb la Selecció catalana de biketrial, Dani Comas fou l'involuntari protagonista d'una polèmica ocasionada el setembre del 2010, quan el seleccionador espanyol no el convocà per a participar en el mundial de l'UCI com a represàlia política per haver participat amb la selecció catalana al mundial organitzat per la BIU.

## Palmarès
El global de títols de biketrial (normativa BIU) i trial (normativa UCI) aconseguits per Dani Comas és el següent:
| Títol                         | BIU   | UCI   | Total |
| ----------------------------- | ----- | ----- | ----- |
| Campionats del Món            | 7     | 2     | 9     |
| Campionats del Món per equips | -     | 3     | 3     |
| Copes del Món Indoor          | -     | 3     | 3     |
| Campionats d'Europa           | 3     | 2     | 5     |
| Copes d'Europa Indoor         | 1     | -     | 1     |
| Campionats d'Espanya          | 12    | 12    | 12    |
| Total                         | Total | Total | 33    |

### Biketrial (BIU)
| Any   | C. del Món | C. del Món | C. d'Europa | C. d'Europa | C. d'Espanya | C. d'Espanya | Títols |  |
| Any   | Elit       | Altres     | 20"         | 20" indoor  | 20"          | 20" indoor   | Títols |  |
| ----- | ---------- | ---------- | ----------- | ----------- | ------------ | ------------ | ------ |  |
| 1996  |            | 6è Cadet   |             |             |              |              | -      |  |
| 1997  |            | 4t Cadet   |             |             | 1r Cadet     |              | 1      |  |
| 1998  |            | 1r Júnior  |             |             | 2n           |              | 1      |  |
| 1999  | 2n         |            |             |             | 2n           |              | -      |  |
| 2000  | 2n         |            |             |             | 2n           | 2n           | -      |  |
| 2001  | 2n         |            |             |             | 2n           | 1r           | 1      |  |
| 2002  |            |            |             |             |              |              | -      |  |
| 2003  |            |            |             |             |              |              | -      |  |
| 2004  | 3r         |            | 1r          |             | 2n           |              | 1      |  |
| 2005  | 1r         |            |             | 1r          | 2n           |              | 2      |  |
| 2006  | 1r         |            |             |             | 2n           |              | 1      |  |
| 2007  | 3r         |            |             |             |              |              | -      |  |
| 2008  | 1r (26")   |            |             |             | 1r           |              | 2      |  |
| 2009  |            |            | 1r          |             | 1r           |              | 2      |  |
| 2010  | 1r (26")   |            |             |             | 1r           |              | 2      |  |
| 2011  | 1r         |            |             |             | 1r           |              | 2      |  |
| 2012  | 1r         |            |             |             | 1r           |              | 2      |  |
| Total | 6          | 1          | 2           | 1           | 6            | 1            | 17     |  |
|       | 7 mundials | 7 mundials | 3 europeus  | 3 europeus  | 7 estatals   | 7 estatals   |        |  |

Notes
1. ↑   Tret que s'indiqui expressament, la classificació consignada l'aconseguí en categoria Elit
2. ↑   Al total de títols s'hi compten tots els campionats estatals o internacionals guanyats
3. ↑   Tret que s'indiqui el contrari, la classificació consignada l'aconseguí amb bicicleta de 20"

### Trial (UCI)
| Any   | C. del Món | C. del Món | Copa del Món 20" | C. d'Europa | C. d'Europa | C. d'Espanya | C. d'Espanya | Títols |  |
| Any   | 20"        | 26"        | Copa del Món 20" | 20"         | 26"         | 20"          | 26"          | Títols |  |
| ----- | ---------- | ---------- | ---------------- | ----------- | ----------- | ------------ | ------------ | ------ |  |
| 2000  | 1r         |            |                  |             |             | 1r           |              | 2      |  |
| 2001  |            | 2n         | 1r               |             |             | 1r           | 1r           | 3      |  |
| 2002  |            |            |                  |             |             |              |              | -      |  |
| 2003  |            |            |                  |             |             |              |              | -      |  |
| 2004  |            | 1r         |                  |             |             | 2n           |              | 1      |  |
| 2005  |            |            |                  |             |             | 2n           |              | -      |  |
| 2006  |            |            | 1r               | 3r          | 3r          | 2n           |              | 1      |  |
| 2007  | 3r         |            | 1r               |             |             |              |              | 1      |  |
| 2008  |            | 3r         |                  |             |             | 2n           |              | -      |  |
| 2009  |            |            |                  | 1r          |             | 1r           |              | 2      |  |
| 2010  |            |            |                  |             |             |              |              | -      |  |
| 2011  |            |            |                  | 1r          |             | 2n           |              | 1      |  |
| Total | 1          | 1          | 3                | 2           | -           | 3            | 1            | 11     |  |
|       | 5 mundials | 5 mundials | 5 mundials       | 2 europeus  | 2 europeus  | 4 estatals   | 4 estatals   |        |  |

Notes
1. ↑   Totes les classificacions consignades ho foren en categoria Elit
2. ↑   Al total de títols s'hi compten tots els campionats estatals o internacionals guanyats

## Rècords
Dani Comas ha aconseguit els següents rècords:
- 4 Rècords Guinness, entre els quals:
  - Salt de Hummer a Hummer a una distància de 2 metres durant 1 minut: 15 vegades (Madrid, Espanya)
  - Nombre de tanques d'un metre d'alçada saltades durant 1 minut
  - Salt d'alçada de costat: 1,24 metres (Itàlia)
- 3 Rècords del món, entre els quals:
  - Rècord del Món de salt d'alçada de costat: 1,32 metres (Barcelona, 2010)